# Johanniter International
Vous pouvez aider à l'améliorer ou bien discuter des problèmes sur sa page de discussion.
- Il ne cite pas suffisamment ses sources. Vous pouvez indiquer les passages à sourcer avec {{référence nécessaire}} ou {{Référence souhaitée}}, et inclure les références utiles en les liant aux notes de bas de page. (Marqué depuis janvier 2022)
- Son texte doit être wikifié : il ne correspond pas à la mise en forme Wikipédia (style, typographie, liens internes, liens entre les wikis, etc.). (Marqué depuis janvier 2022)
- Il contient trop de liens externes. Ceux-ci doivent être des sites de référence dans le domaine du sujet. Il est souhaitable, si cela présente un intérêt, de citer ces liens comme source et de les enlever du corps de l'article ou de la section dédiée. (Marqué depuis janvier 2022)

- Archive Wikiwix
- Bing
- Cairn
- DuckDuckGo
- E. Universalis
- Gallica
- Google
- G. Books
- G. News
- G. Scholar
- Persée
- Qwant
- (zh) Baidu
- (ru) Yandex
- (wd) trouver des œuvres sur Wikidata

Johanniter International (JOIN) est le partenariat des quatre ordres protestants de Saint-Jean et de leurs œuvres de bienfaisance. Ses organisations membres, basées en Europe et au Proche-Orient, travaillent en étroite collaboration et sont soutenues par plus de 100 000[Quand ?] bénévoles. Elles sont au service du genre humain, fournissant des prestations médicales et des soins de premiers secours, une large palette de services sociaux, une aide humanitaire internationale et des secours en cas de catastrophe. Le développement d'activités dans le secteur de la jeunesse fait également partie des priorités. Les services des organisations membres de JOIN sont ouverts à tout le monde.
Fondé en 2000 et possédant son bureau central à Bruxelles, Belgique, JOIN représente avant tout les intérêts des œuvres de bienfaisance de Saint-Jean auprès des institutions européennes et internationales, facilite la réalisation de projets internationaux et anime les groupes de travail existants.
JOIN est enregistré depuis 2006 en tant qu’association sans but lucratif en Belgique. JOIN compte actuellement 20 organisations membres, dont 16 œuvres de bienfaisance originaires d’Allemagne, d’Angleterre, d’Autriche, de Chypre, du Danemark, d’Estonie, de Finlande, de France, de Hongrie, d’Italie, de Lettonie, des Pays-Bas, de Pologne, de Suède, de Suisse, ainsi que le St John Eye Hospital à Jérusalem. Les quatre Ordres protestants de Saint-Jean (le Johanniterorden, le Most Venerable Order of St John, le Johanniter Orde in Nederland, et le Johanniterorden i Sverige), qui coopèrent au sein de l’Alliance des Ordres de Saint-Jean de Jérusalem, sont également membres de JOIN.

## Organisations membres
(décembre 2015).
| Pays       | Noms                                                            | Sites Web                                                       |
| ---------- | --------------------------------------------------------------- | --------------------------------------------------------------- |
| Autriche   | Johanniter-Unfall-Hilfe                                         | Johanniter-Unfall-Hilfe                                         |
| Chypre     | St John Association and Brigade                                 | St John Association and Brigade                                 |
| Danemark   | Johanniterhjælpen                                               |                                                                 |
| Angleterre | St John Ambulance in England                                    | St John Ambulance in England                                    |
| Estonie    | Sihtasutus Johanniitide Abi Eestis                              | Sihtasutus Johanniitide Abi Eestis                              |
| Finlande   | Johanniterhjälpen i Finland                                     |                                                                 |
| France     | Association des œuvres de Saint-Jean                            | Association des œuvres de Saint-Jean                            |
| Allemagne  | Johanniter-Unfall-Hilfe                                         | Johanniter-Unfall-Hilfe                                         |
| Hongrie    | Johannita Segitö Szolgála                                       | Johannita Segitö Szolgála                                       |
| Italie     | Soccorso dell'Ordine di San Giovanni Italia                     | Soccorso dell'Ordine di San Giovanni Italia                     |
| Jérusalem  | St John Eye Hospital Group                                      | St John Eye Hospital Group                                      |
| Lettonie   | Sveta Jana Palidziba                                            | Sveta Jana Palidziba                                            |
| Pays-Bas   | Johanniter Nederland                                            | Johanniter Nederland                                            |
| Pologne    | Joannici Dzieło Pomocy                                          | Joannici Dzieło Pomocy                                          |
| Suède      | Johanniterhjälpen i Sverige                                     | Johanniterhjälpen                                               |
| Suisse     | Œuvre d’Entraide de la Commanderie Suisse de l’Ordre de St Jean | Œuvre d’Entraide de la Commanderie Suisse de l’Ordre de St Jean |
| Allemagne  | Order of Saint John (Bailiwick of Brandenburg)                  |                                                                 |
| Pays-Bas   | Johanniter Orde in Nederland                                    |                                                                 |
| Angleterre | Venerable Order of St John                                      |                                                                 |
| Suède      | Johanniterorden i Sverige                                       |                                                                 |

## Domaines d’activité
Les services fournis par les organisations membres de JOIN varient considérablement. Les valeurs qui sous-tendent leur travail viennent de leur héritage chrétien. Les organisations membres de JOIN partagent ainsi une approche commune en matière d’aide humanitaire et de services sociaux. Elles travaillent avec des bénévoles et des employés qui prennent soin au quotidien et en temps de crise des personnes dans le besoin. Leurs services sont ouverts à tout le monde.
Les organisations membres de JOIN sont actives dans les domaines de l’aide médicale d’urgence, le transport de patients, les premiers secours, la formation aux premiers secours, l’aide humanitaire internationale, le secteur de la jeunesse, la distribution de nourriture et de vêtements, le rapatriement de patients, le soutien aux personnes handicapées et aux personnes âgées, etc.

## Johanniter International à Bruxelles
Le bureau de JOIN est situé à Bruxelles, au cœur du processus de décision de l’Union européenne. Ceci permet un suivi privilégié des développements politiques au niveau européen et une représentation optimale des positions et intérêts des organisations membres de JOIN auprès des décideurs européens.
Sur demande de ses organisations membres, le bureau de JOIN participe régulièrement à différentes réunions au niveau européen, par exemple dans les domaines de l’aide humanitaire, la coopération au développement, la protection civile, les soins, la recherche et l’innovation.
Le bureau de JOIN sert également de centre de communication et d’information, en publiant un bulletin d’information mensuel, en gérant un site internet et des réseaux sociaux, et en donnant suite à des demandes formulées par les organisations membres. De plus, il identifie des sources de financement pertinentes pour ses organisations membres.
En outre, le bureau de JOIN entretient des contacts étroits avec des ONG, des partenaires, des bureaux de représentation nationaux et régionaux à Bruxelles, et avec des membres des Ordres de Saint-Jean qui travaillent dans la capitale européenne.